# Алонсо Фернандес де Авельянеда
Алонсо Фернандес де Авельянеда (исп. Alonso Fernández de Avellaneda) — псевдоним автора мнимого «продолжения» романа Сервантеса «Дон Кихот», изданного в Таррагоне в 1614 году под названием «Вторая часть хитроумного идальго Дон Кихота Ламанчского» (исп. Segundo tomo del ingenioso hidalgo don Quijote de la Mancha, в литературоведении именуется также «Дон Кихот из Авельянеды»). Личность автора, скрывавшегося под этим псевдонимом, не установлена, хотя высказывались многочисленные догадки на этот счёт.

## Публикация подделки и реакция в обществе
Книга была напечатана в Таррагоне в 1614 году книготорговцем Фелипе Роберто и вышла под названием: «Вторая часть хитроумного идальго Дон Кихота Ламанчского, содержащая рассказ о его третьем выезде и сочиненная лиценциатом Алонсо Фернандесом де Авельянеда из города Тордесильяса» (исп. Segundo tomo del ingenioso hidalgo Don Quixote de la Mancha, que contiene su tercera salida: y es la quinta parte de sus aventuras, compuesto por el licenciado Alonso Fernández de Avellaneda, natural de la villa de Tordesillas.).
Появление «сиквела» вызвало гнев Сервантеса, и в 1615 году он выпустил в свет собственную вторую часть «Дон Кихота», в последней главе которой дал гневную отповедь Авельянеде:

Для меня одного родился Дон Кихот, а я родился для него; ему суждено было действовать, мне — описывать; мы с ним составляем чрезвычайно дружную пару — назло и на зависть тому лживому тордесильясскому писаке, который отважился (а может статься, отважится и в дальнейшем) грубым своим и плохо заостренным страусовым пером описать подвиги доблестного моего рыцаря, ибо этот труд ему не по плечу и не его окоченевшего ума это дело;— Мигель де Сервантес Сааведра. Хитроумный идальго Дон Кихот Ламанчский. Часть 2, глава LXXIV
Несмотря на выход в свет второй части «Дон Кихота» самого Сервантеса, произведение Авельянеды некоторое время вызывало к себе интерес. В частности, французский писатель и переводчик Ален-Рене Лесаж перевёл роман Авельянеды на французский и в 1704 году издал его в Париже под названием «Новые приключения хитроумного Дон Кихота Ламанчского» (фр. Nouvelles Avantures de l'Admirable Don Quichotte de la Manche, composées par le licencié Alonso Fernández de Avellaneda).
Литературные достоинства книги Авельянеды на протяжении веков были предметом дискуссий для литературоведов и критиков. В частности, в XVIII веке испанский критик Блас Назарре заявлял, что текст Авельянеды по своим художественным достоинствам превосходит тексты Сервантеса.
Некоторые исследователи творчества Сервантеса полагают, что сам писатель не предполагал создания второй части знаменитого романа, и лишь появление книги Авельянеды послужило Сервантесу исключительным стимулом для написания второй части «Дон Кихота».

## Гипотезы о личности автора
Кем был в действительности Алонсо Фернандес де Авельянеда, не установлено до настоящего времени. Почти все исследователи творчества Сервантеса согласны лишь с тем, что это псевдоним. Джеймс Фицморис-Келли предположил, что Алонсо Фернандес де Авельянеда — это подлинное имя автора. Среди вероятных кандидатур обладателя этого псевдонима исследователи называли имена поэта Педро Линьяна де Риаса (который умер в 1607 году, а его работа, предположительно, была завершена его друзьями Бальтасаром Элисио де Мединилья и Лопе де Вега), братьев Бартоломе и Луперсио Леонардо де Архенсола, Херонимо де Пасамонте и Кристобаля Суареса де Фигероа. Гипотеза в отношении авторства Фигероа подвергалась критике из-за наличия в тексте большого количества арагонизмов.
Вероятно, Алонсо Фернандес де Авельянеда был не единственным автором «Дон Кихота из Авельянеды»: анализ текста произведения показывает, что пролог мог быть написан одним автором, а продолжение — другим, кроме того, в тексте имеются разрывы, говорящие в пользу того, что над текстом работало несколько человек. В тексте произведения также имеется значительное количество арагонизмов, отсутствующих в прологе. Некоторые исследователи считают, что в тексте есть свидетельства того, что человек с псевдонимом Алонсо Фернандес де Авельянеда был близок к ордену доминиканцев, вероятно, жил в Толедо и входил круг друзей Лопе де Вега. Испанский лингвист Николас Марин (ум. 1988) отстаивал точку зрения, что Авельянедой написан только пролог, а основной текст «сиквела» принадлежит Лопе де Вега.
В 1980-х годах известный испанский медиевист Мартин де Рикер указал в тексте «Дон Кихота из Авельянеды» на ряд особенностей, характерных для Херонимо де Пасамонте (ум. 1605) — писателя, военного и монаха ордена цистерцианцев. Кроме того, в первой части «Дон Кихота» Сервантеса выведен персонаж по имени Хинес де Пасамонте. Рикер рассматривал это как свидетельство в пользу авторства Пасамонте.
В 1993 году литературовед Энрике Эспин Родриго на основе анализа лексики «Дон Кихота из Авельянеды» высказался в пользу того, что автором сиквела был Кристобаль Суарес де Фигероа, который был в напряжённых отношениях с Сервантесом и выбрал такой своеобразный способ мести писателю.
Владимир Набоков в своих «Лекциях о «Дон Кихоте» пишет: «Позвольте мне обронить туманный намек: прабабушку Сервантеса звали Хуана Авельянеда, и существует мнение, что фальшивый „Дон Кихот“ сочинен самим Сервантесом с явным намерением иметь под рукой во второй части, которую он выпустил под своим именем, новый прием: его герои встречаются с героями Авельянеды». Однако никаких данных, явно указывающих на скрывающуюся за псевдонимом Авельянеда личность, не приводит и отмечает, что этот вопрос до сих пор остаётся нераскрытым.